# Juan Lezcano
Juan Vicente Lezcano López (Assunção, 5 de abril de 1937 - 6 de fevereiro de 2012) foi um futebolista paraguaio que atuava como defensor.

## Carreira
Juan Vicente Lezcano fez parte do elenco da Seleção Paraguaia de Futebol, na Copa do Mundo de  1958.